# Yuxarı Qışlaq
Yuxarı Qışlaq är en ort i Azerbajdzjan.   Den ligger i distriktet Nachitjevan, i den sydvästra delen av landet, 400 km väster om huvudstaden Baku. Yuxarı Qışlaq ligger 1 771 meter över havet och antalet invånare är 516.
Terrängen runt Yuxarı Qışlaq är huvudsakligen kuperad, men söderut är den bergig. Runt Yuxarı Qışlaq är det ganska glesbefolkat, med 27 invånare per kvadratkilometer.. Närmaste större samhälle är Şahbuz, 14,5 km sydväst om Yuxarı Qışlaq. 
Trakten runt Yuxarı Qışlaq består i huvudsak av gräsmarker.